# Irene Ovonji-Odida
Irene Ovonji-Odida (sinh năm 1964)  là một luật sư, chính trị gia và nhà hoạt động vì quyền của phụ nữ người Uganda. Một thành viên của Ủy ban cải cách luật pháp ở Uganda, bà đã đóng góp vào việc viết Hiến pháp năm 1995 của Uganda và giúp hình thành Cộng đồng Đông Phi. Bà đã làm việc cho các tổ chức từ thiện khác nhau bao gồm ActionAid và thực hiện giám sát bầu cử ở Uganda và Tanzania. Bà là thành viên được bầu của Hội đồng Lập pháp Đông Phi từ năm 2001 đến 2006.

## Tuổi thơ và giáo dục ban đầu
Irene Ovonji được sinh ra ở Uganda với cha là Valerian Ovonji, người từng là thư ký thường trực và bộ trưởng chính phủ dưới thời Idi Amin. Mẹ của bà làm thợ may. Tuy nhiên, vào năm 1972, cha bà đã bị cách chức bộ trưởng vì không đồng ý với các chính sách của chính phủ, và vào năm 1977, ông đã trốn sang Kenya khi phát hiện ra dân quân của Amin đang chuẩn bị giết ông. Năm sau gia đình ông đoàn tụ với ông như những người tị nạn. Mặc dù họ đã có thể quay trở lại Uganda vào năm 1979 sau khi Amin bị lật đổ, Irene vẫn ở Kenya thêm năm năm để hoàn thành giáo dục trung học của mình. Bà ở với những người thân mà cũng là người tỵ nạn ở Kenya.
Khi trở về Uganda, Ovonji-Odida đăng ký vào Đại học Makerere, nơi bà có bằng cử nhân luật và bằng thạc sĩ về luật học so sánh.

## Nghề nghiệp
Ovonji-Odida đã làm nhân viên tình nguyện cho các tổ chức phi chính phủ khác nhau kể từ năm 1989, đặc biệt tập trung vào những tổ chức liên quan đến nhân quyền và phát triển. Ovonji-Odida đã từng là giám đốc pháp lý cho Tổng cục Đạo đức và Chính trực của chính phủ Uganda. Bà đã trở thành thành viên của Ủy ban cải cách luật pháp ở Uganda năm 1994. Bà cũng là một nhân viên pháp lý trong Ủy ban Cải cách Luật pháp và là nhà nghiên cứu trong Ủy ban Quốc hội lập hiến, hai trong số các tổ chức chịu trách nhiệm quản lý việc viết hiến pháp năm 1995.
Ovonji-Odida đã tham gia vào chiến dịch 1997-98 để sửa đổi dự thảo Cộng đồng Đông Phi (EAC) để mở rộng phạm vi từ một tổ chức hoàn toàn dựa trên thương mại để bao gồm các trách nhiệm phát triển quốc tế. Bà đã làm việc cho một số lực lượng đặc nhiệm quốc gia và quốc tế, bao gồm một cho EAC tập trung vào liên đoàn chính trị và Liên minh châu Phi chung - Ủy ban Kinh tế Liên Hợp Quốc cho Châu Phi về việc di chuyển vốn bất hợp pháp.
Các chiến dịch của ovonji-Odida tập trung vào công bằng xã hội, bình đẳng giới và nhân quyền bao gồm cả chiến dịch chống tham nhũng Thứ Hai Đen. Bà được bầu làm thành viên của Hội đồng Lập pháp Đông Phi từ năm 2001 đến 2006, nơi bà lãnh đạo các chương trình cải thiện tính minh bạch và trách nhiệm, để giảm xung đột khu vực và giám sát các cuộc đàm phán thương mại. Bà phục vụ như một người theo dõi cuộc bầu cử cho cuộc trưng cầu dân ý đa đảng ở Ugandan, năm 2005 và trong cùng năm phục vụ trong ủy ban của ActionAid Uganda. Ovonji-Odida ngồi trong hội đồng quốc tế của ActionAid từ năm 2007 và là chủ tịch từ năm 2009 đến 2015. Ovonji-Odida phục vụ như một nhà quan sát Liên bang của các quốc gia cho cuộc tổng tuyển cử Tanzania, 2010.
Từ năm 2012, Ovonji-Odida là phó chủ tịch của Slum Aid International Uganda và kể từ năm 2013, ông là phó chủ tịch hội đồng của Đại học Makerere. Bà là chủ tịch của Trung tâm ủy thác nghiên cứu cơ bản từ năm 2013 và hiện là giám đốc điều hành của Hiệp hội luật sư phụ nữ ở Uganda. Irene Ovonji-Odida thuyết giảng và thực hiện nghiên cứu về quyền đất đai của phụ nữ, hiến pháp của người Hồi giáo và hội nhập chính trị Đông Phi.